# Маданг (город)
Маданг (англ. Madang) — город в Папуа — Новой Гвинее, административный центр провинции Маданг.

## История
Первым европейцем, посетившим территорию нынешнего Маданга, был российский учёный и путешественник Н. Н. Миклухо-Маклай, поселившийся на берегу бухты Астролябия в 1871 году и проживший здесь 15 месяцев. В дневниках ученого острова вокруг нынешнего Маданга фигурируют под названием "Острова довольных людей".
В 1884 году немецкий путешественник Отто Финш с капитаном Эдуардом Дальманом произвели промер глубин местной бухты (будущая бухта Фридриха-Вильгельма) и сделали заключение о ее пригодности для основания порта.
Город Маданг же был основан в 1886 году под названием Фридрих-Вильгельмсхафен на территории Земля кайзера Вильгельма, в северо-восточной части острова Новая Гвинея, контролировавшейся Германской Новогвинейской компанией. В период с сентября 1892 по 1899 год Маданг являлся центром правления Компании и управления подчинённой ей территории. В 2 километрах от города, на острове Сиар, была создана немецкая лютеранская миссия. После передачи владений Компании в ведение Германской империи в 1899 году административный центр германских владений на Новой Гвинее был перенесён в город Рабаул на острове Новая Померания (ныне — Новая Британия).
После Первой мировой войны Маданг, как и территория всей Германской Новой Гвинеи, становится подопечной территорией Австралии. Во время Второй мировой войны в 1942 году был занят японскими войсками. Освобождён австралийскими частями в апреле 1944 года.

## География
Город Маданг расположен на северо-восточном побережье Новой Гвинеи, в бухте Астролябия Новогвинейского моря. Город отделён от внутренних районов острова горами, что затрудняет сообщение с ним в сезон дождей. С другой стороны, благодаря близким горам и морю в Маданге сохраняется достаточно мягкий для европейцев климат. Океанский порт. Имеется аэропорт. В городе открыт Университет Дивайн-Уорд. Маданг считается одним из самых красивых городов Папуа — Новой Гвинеи.

## Население
По данным на 2013 год численность населения города составляла 29 460 человек.
Динамика численности населения города по годам:
| 1980   | 1990   | 2000   | 2013   |
| ------ | ------ | ------ | ------ |
| 21 332 | 27 057 | 27 394 | 29 460 |